# Antoni B. Stępień
Antoni B. Stępień (Sosnowiec, 14 giugno 1931) è un filosofo polacco, esponente del tomismo trascendentale.
Nato il 14 giugno 1931 a Sosnowiec, Antoni Bazyli Stępień è professore di filosofia, ex direttore della cattedra di Teoria della cognizione presso la Facoltà di Filosofia dell'Università cattolica di Lublino. Autore di diverse centinaia di libri e articoli sui temi della teoria della cognizione, della metodologia delle scienze filosofiche, della metafisica, dell'estetica, della storia della filosofia contemporanea. Fu maestro di Stanisława Judyckiego, Jana Krokosa, Renaty Ziemińskiej, Arkadiusza Guta e Jacka Wojtysiaka.

## Premi e riconoscimenti
- 26 aprile 2007: dottorato honoris causa per mano del cardinale Stefan Wyszyński nell'Università di Varsavia;
- 19 ottobre 2008: Croce di Commendatore dell'Ordine della Polonia Restituta conferito dal Presidente della Repubblica Lech Kaczyński;
- 2010 vincitore del Premio Padre Idziego Radziszewski della Società Scientifica dell'Università cattolica di Lublino per il 2009, riferito alla sua intera produzione scientifica nello spirito dell'Umanesimo cristiano.

## Pubblicazioni (selezione)
- Wstęp do filozofii, Towarzystwo Naukowe Katolickiego Uniwersytetu Lubelskiego, Lublin, 1989. OCLC 1203492633
- Wprowadzenie do metafizyki,  Wydaw. Znak, Kraków, 1964. OCLC 69633246
- O metodzie teorii poznania,  Towarzystwo naukowe Katolickiego Uniwersytetu Lubelskiego, Lublin, 1966. OCLC 878237405
- Propedeutyka estetyki, Editore: Towarzystwo Naukowe Katolickiego Uniwersytetu Lubelskiego, Lublin, 1986. OCLC 1203484564
- Wobec filozofii marksistowskiej. Polskie doświadczenia, Editore: Towarzystwo Naukowe Katolickiego Uniwersytetu Lubelskiego, Lublin, 1990. OCLC 1413859401